# Ronde van Frankrijk 2009
De 96e editie van de Ronde van Frankrijk ging op zaterdag 4 juli 2009 van start in Monaco en eindigde op 26 juli 2009 op de Avenue des Champs-Élysées in Parijs.
Winnaar werd de Spanjaard Alberto Contador, die na 2007 opnieuw won. De openingstijdrit werd gewonnen door Fabian Cancellara, die vervolgens het geel zes dagen in bezit had. Daarna ging het leiderstricot over naar Rinaldo Nocentini, die in de eerste bergetappe meezat in een lange ontsnapping. Na enkele overgangsetappes, waarin vluchters vaak succesvol waren, werd het klassement vooral gevormd in de Alpen. In de vijftiende etappe, naar Verbier, greep Contador de macht met een ritzege en het geel. Dat stond hij vervolgens niet meer af, in Annecy won hij ook nog een individuele tijdrit. Mark Cavendish was oppermachtig in de massasprints en won zes etappes, maar de groene trui ging naar Thor Hushovd. Franco Pellizotti won het bergklassement, en Andy Schleck, tweede in het eindklassement, werd winnaar van de jongerentrui.

## Parcours
De Tour begon met een individuele tijdrit over 15,5 kilometer die gedeeltelijk het parcours van de Grand Prix van Monaco volgde. Ook de tweede rit startte in Monaco. Het was voor het eerst sinds de Ronde van Frankrijk 1964 dat de Tour Monaco aandeed.

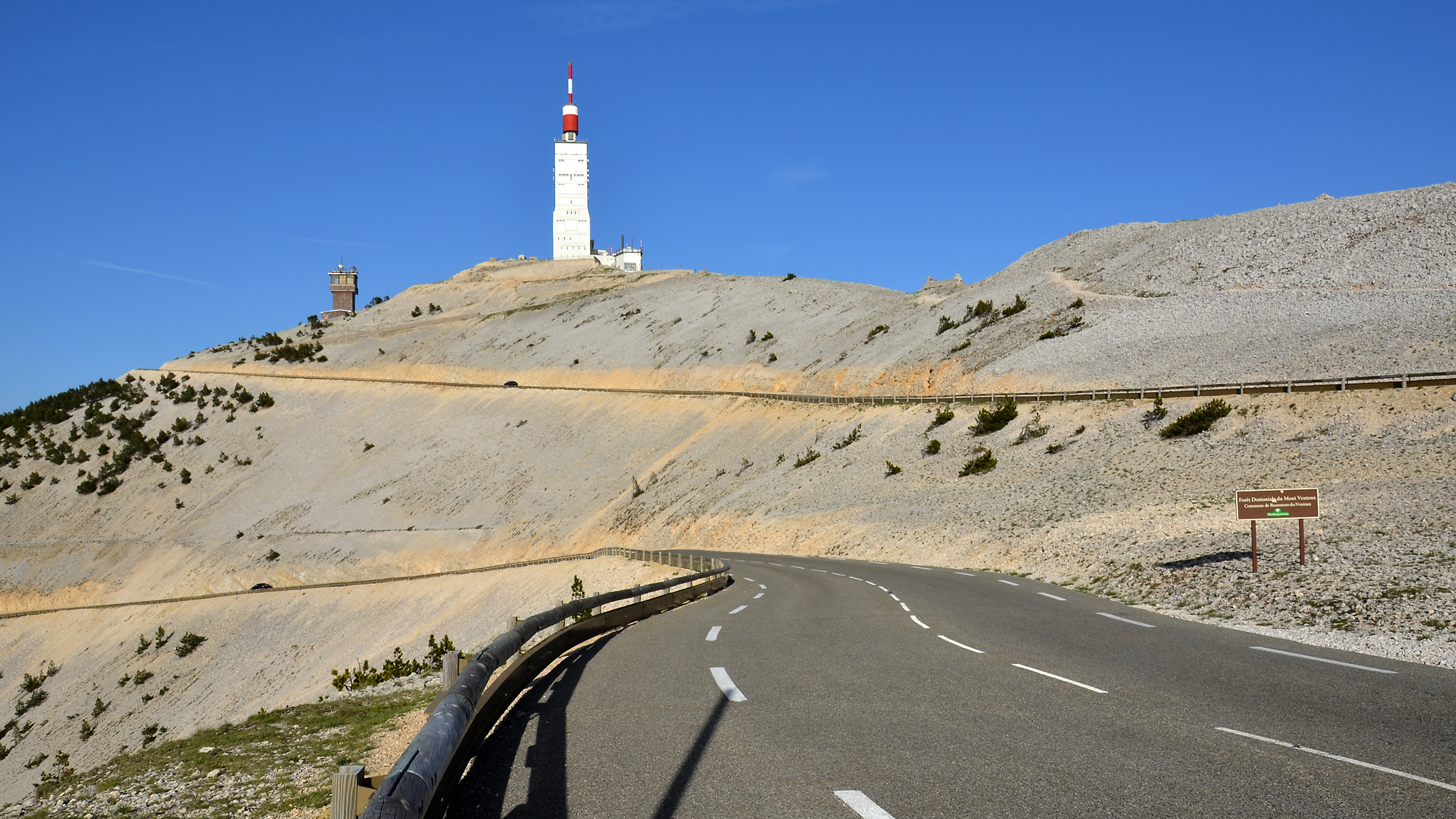
De top van de Mont Ventoux, de aankomstplaats van de 20e etappe

Afgezien van deze openingsrit kende deze editie slechts één andere individuele tijdrit, waar er in de afgelopen jaren meestal twee langere tijdritten gepland waren. Er was wel weer, voor het eerst sinds 2005, een ploegentijdrit in het parcours opgenomen. In plaats van een individuele tijdrit werd er op de voorlaatste dag een rit met finish op de top van de Mont Ventoux verreden.
Er waren bergetappes door de Pyreneeën, de Alpen en het Centraal Massief. Verder was er een etappe door de Vogezen, die door de organisatie als heuvelachtige etappe was aangemerkt. In totaal waren er 3 aankomsten bergop: één in Andorra (Arcalís), één in Zwitserland (Verbier) en één in Frankrijk (Mont Ventoux).
Deze editie van de Ronde van Frankrijk deed het westen en noorden van Frankrijk niet aan. Wel ging de Tour-karavaan door de buurlanden Monaco, Spanje, Andorra, Zwitserland en Italië.

## Startlijst
In september 2008 maakte Lance Armstrong bekend na vier jaar afwezigheid zijn comeback te willen maken en zich daarbij te willen richten op de Ronde van Frankrijk. Armstrong sloot zich aan bij de ploeg Astana, waar hij werd herenigd met zijn voormalige ploegleider Johan Bruyneel. Astana was in 2008 niet uitgenodigd voor de wielerronde vanwege dopingperikelen in de Ronde van Frankrijk 2007, maar was in 2009 weer welkom. Ook Alberto Contador, winnaar van de Ronde van Frankrijk 2007, stond namens Astana aan de start.
Behalve Contador en Armstrong verschenen oud-winnaars Óscar Pereiro (2006) en Carlos Sastre (2008) aan de start. Denis Mensjov is de enige andere renner in het rijdersveld die al eens een grote wielerronde op zijn naam schreef: hij won twee keer de Ronde van Spanje en één keer de Ronde van Italië.
Meer dan in voorgaande jaren begon deze Ronde van Frankrijk met een duidelijke favoriet: Alberto Contador gold als de te kloppen man. Opvallend was, dat enkele mogelijke concurrenten (Lance Armstrong, Levi Leipheimer, Andreas Klöden) ploeggenoten van hem waren. Andere rijders die als kanshebbers voor de eindzege of een podiumplek golden waren Carlos Sastre, Denis Mensjov, Cadel Evans en de broers Andy en Fränk Schleck.
De ploeg Fuji-Servetto, eerder koersend onder de naam Saunier Duval, kreeg als enige ploeg uit de UCI ProTour geen uitnodiging. Dit was vanwege het feit dat de ploeg in 2008 bij verschillende dopingzaken in de Tour was betrokken. Wielrenner Ivan Basso, die twee jaar geschorst was wegens betrokkenheid in het dopingschandaal Operación Puerto, kreeg van de Tourorganisatie ASO te horen dat hij niet welkom was. Zijn ploeg Liquigas besloot de zaak niet op de spits te drijven en maakte vroegtijdig bekend Basso niet op te nemen in haar selectie. Ook de Belg Tom Boonen kreeg een dringend verzoek zich niet te melden aan de start in Monaco, nadat hij net als in 2008 beschuldigd werd van cocaïnegebruik. Hij spande echter een zaak aan bij het Arbitragehof van het Frans olympisch comité, dat daags voor de start bepaalde dat Boonen wel mocht starten. De Spanjaard Alejandro Valverde was afwezig omdat het Italiaans olympisch comité hem in verband met een vermeend aandeel in Operación Puerto een koersverbod van twee jaar in Italië heeft opgelegd en de Tour in de zestiende etappe Italiaans grondgebied aandoet.
Enkele dagen voor de start werd bekend dat Thomas Dekker van Silence-Lotto op basis van een dopingcontrole uit december 2007 was betrapt op het gebruik van dynepo. Zijn ploeg haalde hem vervolgens uit de Tourselectie.
Aan de Ronde van Frankrijk 2009 nemen twintig wielerploegen deel met elk negen renners. Naast zeventien teams uit de ProTour zijn er drie wildcards aan continentale ploegen verstrekt, namelijk aan Agritubel, Cervélo en Skil-Shimano.
Deelnemende teams:
| AG2R-La Mondiale      | Cervélo               | Lampre        | Skil-Shimano   |
| Agritubel             | Cofidis               | Liquigas      | Team Columbia  |
| Astana                | Euskaltel-Euskadi     | Quick Step    | Team Garmin    |
| Bbox Bouygues Télécom | Team Katjoesja        | Rabobank      | Team Milram    |
| Caisse d'Epargne      | La Française des Jeux | Silence-Lotto | Team Saxo Bank |

## Verloop
De 96e Ronde van Frankrijk opende op 4 juli 2009 met een tijdrit over 15 km in het vorstendom Monaco. Fabian Cancellara wist voor de derde keer de openingstijdrit van La Grande Boucle op zijn naam te schrijven. Alberto Contador, een van de favorieten voor de eindoverwinning, eindigde als tweede op 18 seconden. Hierna volgden twee relatief vlakke etappes in lijn, die beide gewonnen werden door Mark Cavendish. In de derde etappe ontstond in de laatste 30 kilometer waaiervorming, waardoor een groep van ongeveer 20 renners, onder wie Cancellara en Armstrong, 40 seconden tijdwinst boekte op de concurrentie.

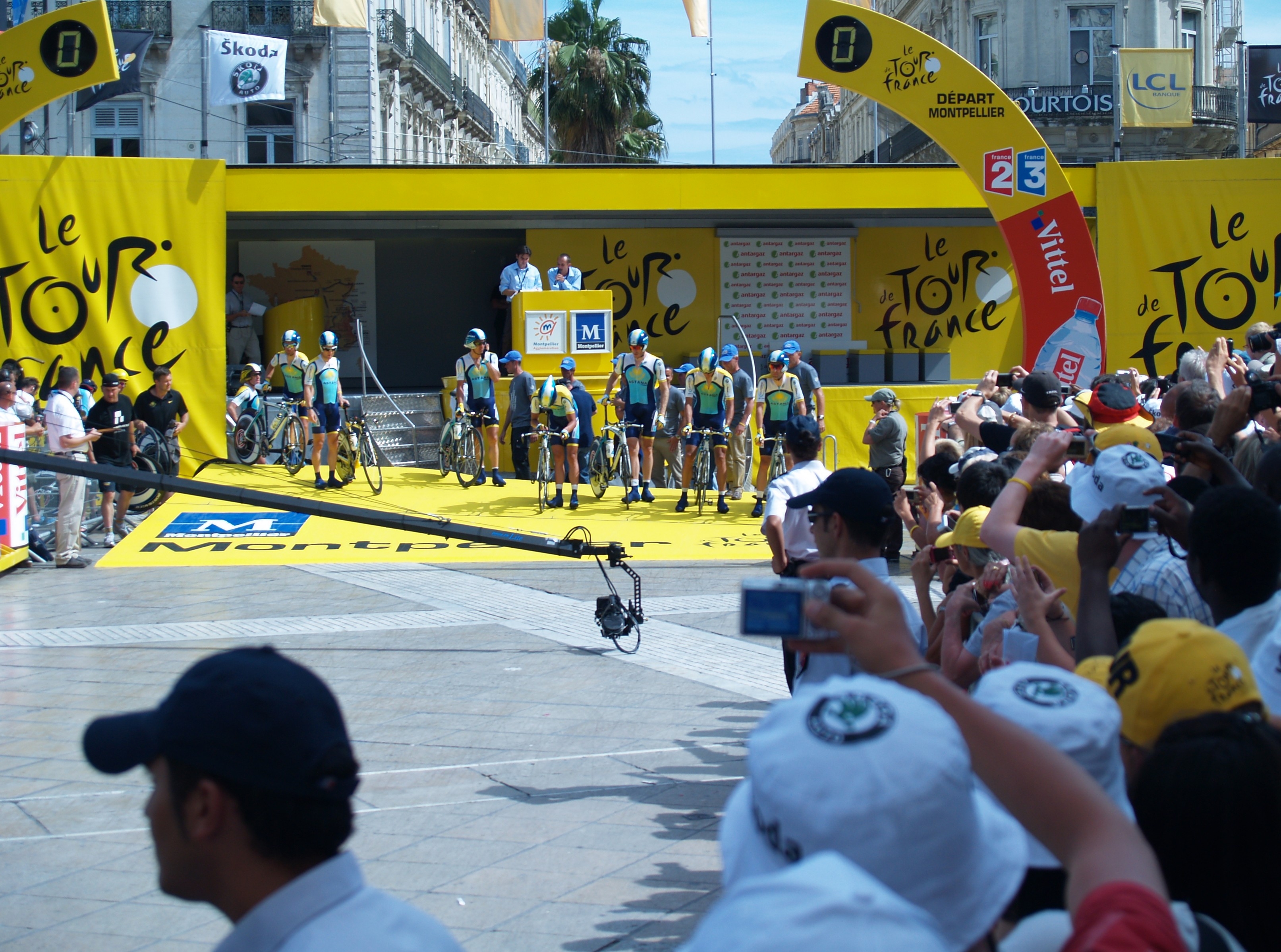
De Astana-ploeg aan de start van de vierde etappe

Het Kazachse Astana was de snelste in de vierde etappe, een ploegentijdrit in en rond Montpellier waarin meerdere ploegen te maken kregen met valpartijen. Team Saxo Bank eindigde als derde op 40 seconden, waardoor Cancellara met minder dan een seconde voorsprong op Lance Armstrong het geel behield. Na de ploegentijdrit volgden wederom twee vlakke etappes. De vijfde etappe werd gewonnen door Thomas Voeckler, die na een lange ontsnapping wegsprong uit de kopgroep. Thor Hushovd was de snelste in de zesde etappe, die eindigde op de Montjuïc in Barcelona.
In de zevende etappe stonden de eerste bergen op het programma. Voor de tweede maal bleef een lange ontsnapping tot de finish vooruit. De Fransman Brice Feillu kwam solo over de streep in Andorra-Arcalís. In de achtergrond was het onrustig bij de favorieten. Alberto Contador wist als enige weg te springen en een gat te slaan. Hij wist in het klassement leider Cancellara zijn ploeggenoot Armstrong te passeren, maar kwam 6 seconden te kort voor het geel. Dat ging naar de Italiaan Rinaldo Nocentini, die ook was meegesprongen in de ontsnapping.
De twee daaropvolgende etappes voerden het peloton verder door de Pyreneeën. Ondanks de aanwezigheid van bergen als de Col d'Agnes en de Col du Tourmalet veranderde in het klassement weinig, vooral dankzij lange afdalingen naar de finish. De etappezeges gingen naar Luis León Sánchez en Pierrick Fédrigo. Na een rustdag volgden drie overgangsetappes tussen de Pyreneeën en de Vogezen, waarvan er één werd verreden zonder communicatiemiddelen (de zogenaamde oortjes). De eerste twee van deze overgangsetappes werden wederom gewonnen door Mark Cavendish. In de twaalfde etappe bleef een lange ontsnapping vooruit en kwam de Deen Nicki Sørensen uiteindelijk solo als winnaar over de finishlijn in Vittel.

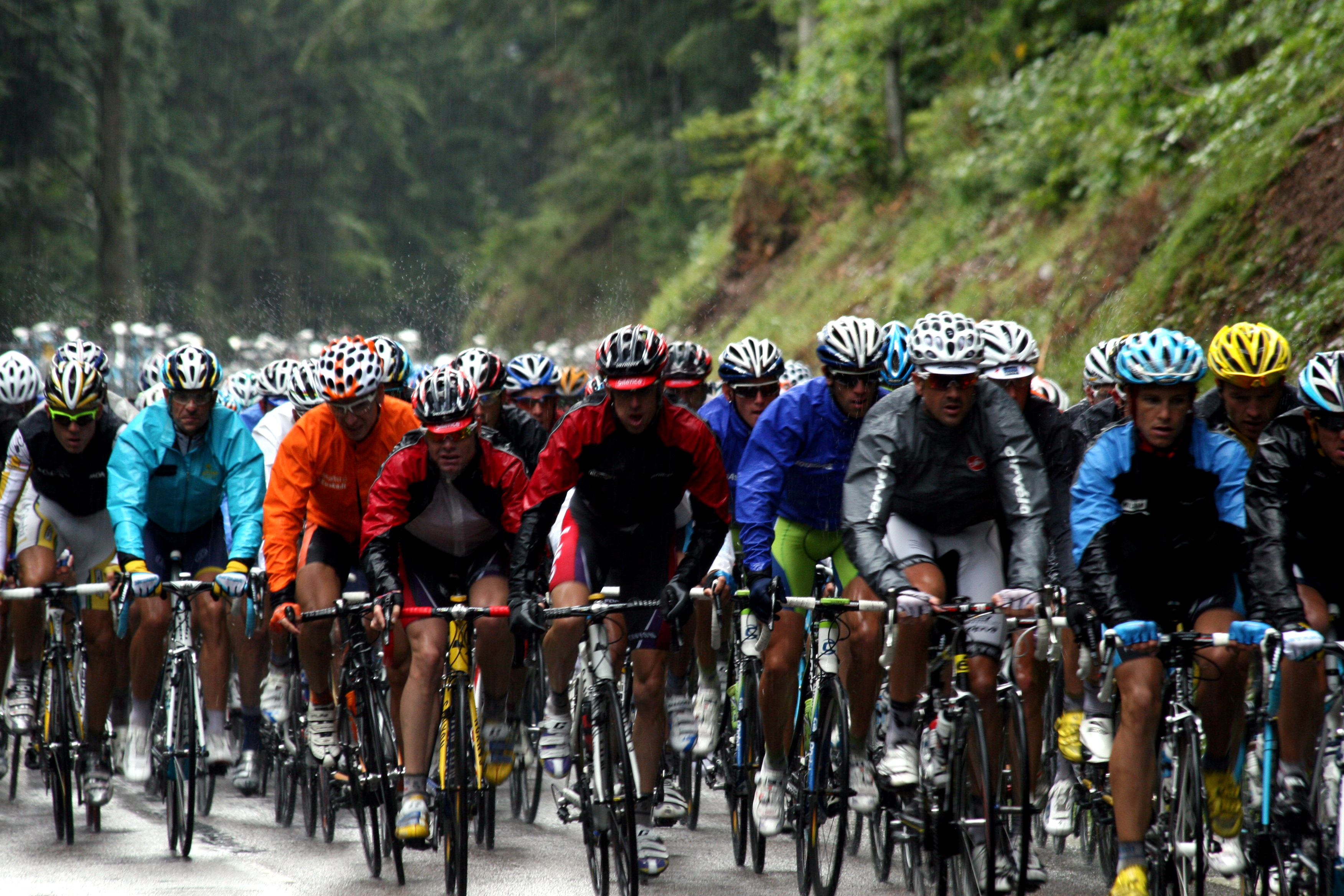
Het peloton tijdens de regenachtige dertiende etappe

Een dag later trok het peloton opnieuw de bergen in. In de dertiende etappe, tussen Vittel en Colmar, moesten enkele bergen van het Vogezenmassief bedwongen worden, waaronder de Col de la Schlucht en de Col du Platzerwasel. In slechte weersomstandigheden waren het opnieuw vluchters die de rit kleurden. Heinrich Haussler schudde onderweg zijn medevluchters af en kwam met ruime voorsprong als winnaar over de streep. De veertiende etappe, een vlakke rit naar Besançon, was het voor de derde dag op rij een prooi voor vroege vluchters. Sergej Ivanov werd de dagwinnaar, door ongeveer 10 kilometer voor het einde weg te springen uit een grote ontsnapping.
In de vijftiende etappe stond de tweede aankomst bergop op het programma. Voor de tweede keer in de Tour demarreerde Alberto Contador op de slotklim. Hij schreef de etappe op zijn naam en nam ook de gele trui over van Rinaldo Nocentini, die ruim twee en een halve minuut verloor. Andy Schleck en Vincenzo Nibali vervolledigden het podium; Lance Armstrong finishte als negende op 1'35" en schoof in het klassement op naar de tweede positie. Na een rustdag werden de andere twee bergetappes door de Alpen verreden. In de zestiende rit, over de Grote en Kleine Sint-Bernhardpas, ging de ritzege Mikel Astarloza. De Bask reed in de slotkilometers weg uit een groepje vluchters en soleerde in Bourg-Saint-Maurice naar de overwinning. Van Astarloza werd na de Tour bekend dat hij betrapt was op het gebruik van doping, al spreekt hij dat zelf hevig tegen.
De derde en laatste bergetappe door de Alpen telde vijf cols, waarvan vier van de eerste categorie en gold als de koninginnenrit. Op de een na laatste beklimming, de Col de Romme, barstte de strijd der favorieten los. Er ontstond een vierkoppige groep, bestaande uit Contador, Klöden (beide namens Astana) en Fränk en Andy Schleck (beide namens Saxo Bank). Daarachter reden onder andere Armstrong en de revelatie van de ronde, de Brit Bradley Wiggins, die voor de start van de rit nog derde in het klassement stond. Op de Col de la Colombière, de laatste beklimming van de dag, probeerde Contador weg te rijden, maar daarmee loste hij alleen zijn ploeggenoot Klöden. Na de Colombière restte nog een afdaling, waarin het overgebleven drietal samen vooruit bleef. In de straten van Le Grand-Bornand kreeg Fränk Schleck de zege cadeau. Hij en zijn broer Andy stegen hierdoor naar een respectievelijk derde en tweede positie in het algemeen klassement, achter Contador. Vincenzo Nibali en Lance Armstrong kwamen als vierde en vijfde over de streep, op 2'18", vlak voor de moegestreden Andreas Klöden. Cadel Evans, vooraf genoemd als een van de favorieten voor het geel maar bezig aan een teleurstellende Tour, verloor veel tijd, net als Tony Martin, die enkele dagen ervoor zijn jongerentrui was kwijtgeraakt aan Andy Schleck.

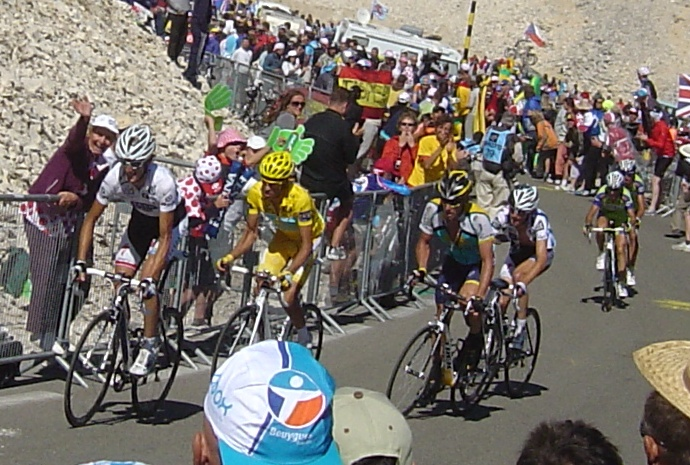
Alberto Contador en zijn concurrenten tijdens de beklimming van de Mont Ventoux

Een dag later werd rond het Meer van Annecy een individuele tijdrit verreden van 40 km. Klassementsleider Contador behaalde zijn tweede ritzege en verstevigde zijn leiderspositie: zijn voorsprong op de nummer 2 Andy Schleck was opgelopen tot ruim 4 minuten. Fabian Cancellara en Michail Ignatiev werden tweede en derde. Armstrong (16e in de tijdrit) en Wiggins (6e) stegen in het klassement, Fränk Schleck (35e) zakte drie posities.
De negentiende etappe tussen Bourgoin-Jallieu en Aubenas werd vooraf aangeschreven als de laatste kans voor aanvallers. De rit liep echter uit op een massasprint, waarin Cavendish zijn vijfde ritzege behaalde. In de voorlaatste etappe, met aankomst bergop op de beruchte Mont Ventoux, was voor de klassementsrenners de laatste kans om verschillen te maken. Ondanks aanvallen van met name Andy Schleck kwam het echter niet tot grote verschuivingen in het klassement. Tony Martin en Juan Manuel Gárate bleven over uit een lange ontsnapping, waarna Gárate de sterkste was in de laatste meters.
De slotetappe draaide het op de Avenue des Champs-Élysées zoals verwacht uit op een massasprint. Daarin kwam Cavendish met overmacht als eerste over de streep, gevolgd door zijn ploeggenoot Mark Renshaw. Alberto Contador behield zonder problemen de gele trui en won zo voor de tweede maal de Tour. Thor Hushovd werd eindwinnaar van het puntenklassement. Franco Pellizotti werd winnaar van de bolletjestrui en het rode rugnummer en Andy Schleck kreeg de witte trui voor de beste jongere. Astana was de best presterende ploeg.

## Achtergrondperikelen

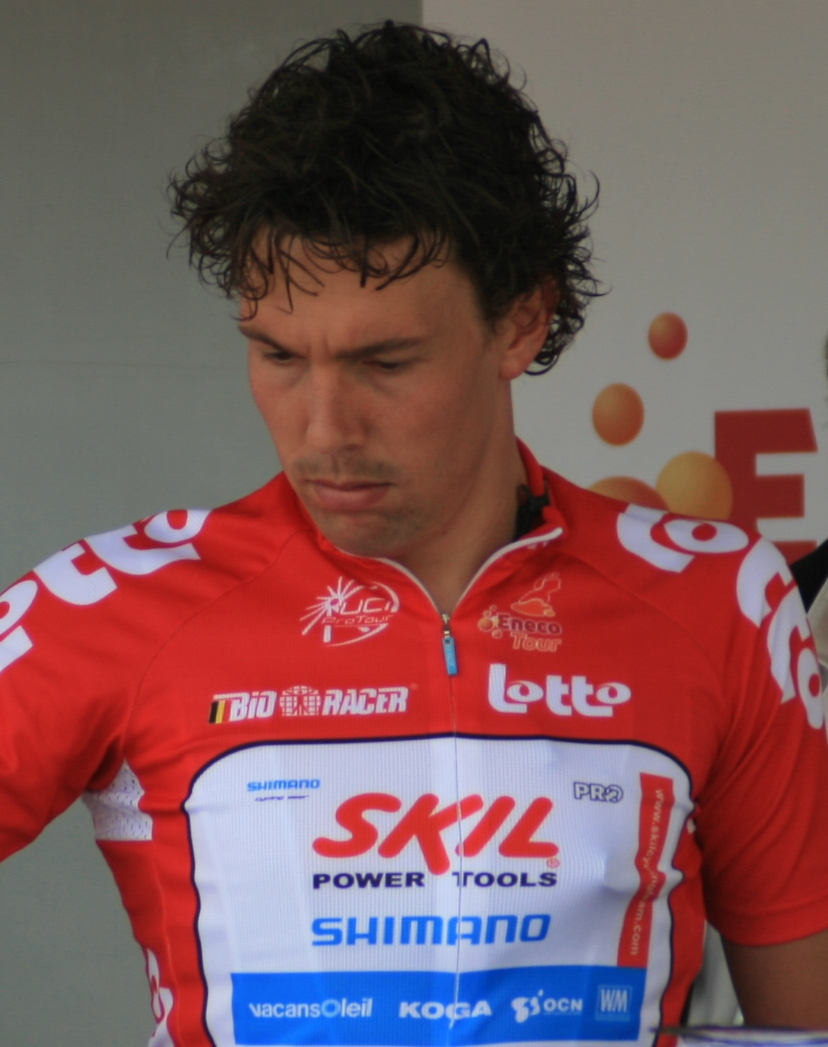
Kenny van Hummel, door sportkrant L'Équipe uitgeroepen tot "de slechtste klimmer ooit" in de Tour

Bij wijze van proef had de UCI de tiende en dertiende etappe aangewezen om het gebruik van oortjes te verbieden. Op 11 juli 2009 leverde Johan Bruyneel (ploegleider Astana) een petitie in namens minstens 14 andere ploegen om het verbod te voorkomen. De UCI reageerde hier afwijzend op en bleef bij het besluit. Uit protest volgde er een zeer saaie etappe waarbij het tempo zeer laag bleef. Op 17 juli maakte de UCI bekend dat het experiment wordt gestopt en communicatiemiddelen in de dertiende etappe toch weer zijn toegestaan.
Óscar Freire en Julian Dean werden in de dertiende etappe beschoten met een luchtbuks tijdens de afdaling van de Col du Platzerwasel. Freire werd daarbij in het bovenbeen geraakt, Dean in zijn duim. De daders waren vermoedelijk twee jongeren van 16 of 17 jaar oud.
Tijdens de veertiende etappe kwam een 61-jarige vrouw in Wittelsheim om het leven toen ze tijdens het oversteken van de weg werd aangereden door een motoragent. De gevallen politiemotor raakte nog twee andere toeschouwers.
Kenny van Hummel groeide in Nederland en daarbuiten uit tot een fenomeen als rodelantaarndrager, de bezetter van de laatste positie in het klassement. Van Hummel, uitkomend voor Skil-Shimano, reed in veel bergritten solo voor de bezemwagen uit en kwam enkele keren net binnen de tijdslimiet binnen. In de zeventiende etappe viel hij letterlijk uit. In het klassement had hij toen al op meer dan drie en een half uur achterstand op geletruidrager Alberto Contador en drie kwartier op de op-één-na-laatste renner in de stand. Van Hummel werd door de Franse sportkrant L'Équipe uitgeroepen tot "de slechtste klimmer ooit" in de Ronde van Frankrijk. Het zou volgens het dagblad nog nooit zijn voorgekomen dat steeds dezelfde renner als laatste finishte in de bergetappes van één ronde.
Tijdens de huldiging van Alberto Contador op de Champs-Élysées werd het Deense volkslied gespeeld in plaats van het Spaanse. De directie bood bij monde van Bernard Hinault zijn excuses aan. Hierna werd alsnog het Spaanse volkslied afgespeeld.
Deze editie van de Tour bleef, in tegenstelling tot voorgaande edities, grotendeels vrij van dopingschandalen. Wel werd gedurende de ronde van drie renners bekend dat ze eerder betrapt waren op het gebruik van doping. Op 17 juli 2009 maakte de UCI bekend dat Iñigo Landaluze en Ricardo Serrano beide in juni 2009 waren betrapt op het gebruik van cera. Op 22 juli maakte de UCI bekend dat ook Danilo Di Luca betrapt was op dopinggebruik. De Italiaan was enkele maanden ervoor, tijdens de Ronde van Italië waarin hij twee etappes won en als tweede eindigde in de eindrangschikking, tweemaal positief getest op cera. Vijf dagen na afloop van de ronde werd door de UCI bekendgemaakt dat Mikel Astarloza, die een etappe op zijn naam had geschreven en als elfde was geëindigd in de eindrangschikking, kort voor de start van de Tour op het gebruik van epo was betrapt.

## Etappe-overzicht
| Datum   | Etappe  | Start-Finish                           | Afstand | Type                | winnaar                                                                                          | ploeg                                                                                            | Klassementsleider |
| ------- | ------- | -------------------------------------- | ------- | ------------------- | ------------------------------------------------------------------------------------------------ | ------------------------------------------------------------------------------------------------ | ----------------- |
| 4 juli  | 1       | Monaco – Monaco                        | 15,2 km | Individuele tijdrit | Fabian Cancellara                                                                                | Team Saxo Bank                                                                                   | Fabian Cancellara |
| 5 juli  | 2       | Monaco – Brignoles                     | 182 km  | Vlakke rit          | Mark Cavendish                                                                                   | Team Columbia                                                                                    | Fabian Cancellara |
| 6 juli  | 3       | Marseille – La Grande-Motte            | 196 km  | Vlakke rit          | Mark Cavendish                                                                                   | Team Columbia                                                                                    | Fabian Cancellara |
| 7 juli  | 4       | Montpellier – Montpellier              | 38 km   | Ploegentijdrit      | Astana (Contador, Armstrong, Klöden, Leipheimer, Moeravjov, Paulinho, Popovitsj, Rast, Zubeldia) | Astana (Contador, Armstrong, Klöden, Leipheimer, Moeravjov, Paulinho, Popovitsj, Rast, Zubeldia) | Fabian Cancellara |
| 8 juli  | 5       | Cap d'Agde – Perpignan                 | 197 km  | Vlakke rit          | Thomas Voeckler                                                                                  | Bbox Bouygues Télécom                                                                            | Fabian Cancellara |
| 9 juli  | 6       | Girona – Barcelona                     | 175 km  | Vlakke rit          | Thor Hushovd                                                                                     | Cervélo                                                                                          | Fabian Cancellara |
| 10 juli | 7       | Barcelona – Arcalís                    | 224 km  | Bergrit             | Brice Feillu                                                                                     | Agritubel                                                                                        | Rinaldo Nocentini |
| 11 juli | 8       | Andorra la Vella - Saint Girons        | 176 km  | Bergrit             | Luis León Sánchez                                                                                | Caisse d'Epargne                                                                                 | Rinaldo Nocentini |
| 12 juli | 9       | Saint-Gaudens - Tarbes                 | 160 km  | Bergrit             | Pierrick Fédrigo                                                                                 | Bbox Bouygues Télécom                                                                            | Rinaldo Nocentini |
| 13 juli | Rustdag | Rustdag                                | Rustdag | Rustdag             | Rustdag                                                                                          | Rustdag                                                                                          | Rustdag           |
| 14 juli | 10      | Limoges - Issoudun                     | 193 km  | Vlakke rit          | Mark Cavendish                                                                                   | Team Columbia                                                                                    | Rinaldo Nocentini |
| 15 juli | 11      | Vatan - Saint-Fargeau                  | 192 km  | Vlakke rit          | Mark Cavendish                                                                                   | Team Columbia                                                                                    | Rinaldo Nocentini |
| 16 juli | 12      | Tonnerre - Vittel                      | 210 km  | Vlakke rit          | Nicki Sørensen                                                                                   | Team Saxo Bank                                                                                   | Rinaldo Nocentini |
| 17 juli | 13      | Vittel - Colmar                        | 200 km  | Heuvelrit           | Heinrich Haussler                                                                                | Cervélo                                                                                          | Rinaldo Nocentini |
| 18 juli | 14      | Colmar - Besançon                      | 199 km  | Vlakke rit          | Sergej Ivanov                                                                                    | Katjoesja                                                                                        | Rinaldo Nocentini |
| 19 juli | 15      | Pontarlier - Verbier                   | 207 km  | Bergrit             | Alberto Contador                                                                                 | Astana                                                                                           | Alberto Contador  |
| 20 juli | Rustdag | Rustdag                                | Rustdag | Rustdag             | Rustdag                                                                                          | Rustdag                                                                                          | Rustdag           |
| 21 juli | 16      | Martigny - Bourg-Saint-Maurice         | 160 km  | Bergrit             | Mikel Astarloza                                                                                  | Euskaltel-Euskadi                                                                                | Alberto Contador  |
| 22 juli | 17      | Bourg-Saint-Maurice - Le Grand-Bornand | 169 km  | Bergrit             | Fränk Schleck                                                                                    | Team Saxo Bank                                                                                   | Alberto Contador  |
| 23 juli | 18      | Annecy - Annecy                        | 40 km   | Individuele tijdrit | Alberto Contador                                                                                 | Astana                                                                                           | Alberto Contador  |
| 24 juli | 19      | Bourgoin-Jallieu - Aubenas             | 195 km  | Heuvelrit           | Mark Cavendish                                                                                   | Team Columbia                                                                                    | Alberto Contador  |
| 25 juli | 20      | Montélimar - Mont Ventoux              | 167 km  | Bergrit             | Juan Manuel Gárate                                                                               | Rabobank                                                                                         | Alberto Contador  |
| 26 juli | 21      | Montereau-Fault-Yonne - Parijs         | 160 km  | Vlakke rit          | Mark Cavendish                                                                                   | Team Columbia                                                                                    | Alberto Contador  |

## Klassementsleiders na elke etappe
| Etappe 0       | Algemeen klassement | Puntenklassement    | Bergklassement    | Jongerenklassement | Ploegenklassement | Strijdlust        |
| -------------- | ------------------- | ------------------- | ----------------- | ------------------ | ----------------- | ----------------- |
| 1              | Fabian Cancellara   | Fabian Cancellara 1 | Alberto Contador  | Roman Kreuziger    | Astana            | niet uitgereikt   |
| 2              | Fabian Cancellara   | Mark Cavendish      | Jussi Veikkanen   | Roman Kreuziger    | Astana            | Stef Clement      |
| 3              | Fabian Cancellara   | Mark Cavendish      | Jussi Veikkanen   | Tony Martin        | Astana            | Samuel Dumoulin   |
| 4              | Fabian Cancellara   | Mark Cavendish      | Jussi Veikkanen   | Tony Martin        | Astana            | niet uitgereikt   |
| 5              | Fabian Cancellara   | Mark Cavendish      | Jussi Veikkanen   | Tony Martin        | Astana            | Michail Ignatiev  |
| 6              | Fabian Cancellara   | Mark Cavendish      | Stéphane Augé     | Tony Martin        | Astana            | David Millar      |
| 7              | Rinaldo Nocentini   | Mark Cavendish      | Brice Feillu      | Tony Martin        | Astana            | Christophe Riblon |
| 8              | Rinaldo Nocentini   | Thor Hushovd        | Christophe Kern   | Tony Martin        | AG2R              | Sandy Casar       |
| 9              | Rinaldo Nocentini   | Thor Hushovd        | Egoi Martínez     | Tony Martin        | AG2R              | Franco Pellizotti |
| 10             | Rinaldo Nocentini   | Thor Hushovd        | Egoi Martínez     | Tony Martin        | AG2R              | Thierry Hupond    |
| 11             | Rinaldo Nocentini   | Mark Cavendish      | Egoi Martínez     | Tony Martin        | AG2R              | Johan Vansummeren |
| 12             | Rinaldo Nocentini   | Mark Cavendish      | Egoi Martínez     | Tony Martin        | Saxo Bank         | Nicki Sørensen    |
| 13             | Rinaldo Nocentini   | Thor Hushovd        | Franco Pellizotti | Tony Martin        | Saxo Bank         | Heinrich Haussler |
| 14             | Rinaldo Nocentini   | Thor Hushovd        | Franco Pellizotti | Tony Martin        | AG2R              | Martijn Maaskant  |
| 15             | Alberto Contador    | Thor Hushovd        | Franco Pellizotti | Andy Schleck       | Astana            | Simon Špilak      |
| 16             | Alberto Contador    | Thor Hushovd        | Franco Pellizotti | Andy Schleck       | Astana            | Franco Pellizotti |
| 17             | Alberto Contador    | Thor Hushovd        | Franco Pellizotti | Andy Schleck       | Astana            | Thor Hushovd      |
| 18             | Alberto Contador    | Thor Hushovd        | Franco Pellizotti | Andy Schleck       | Astana            | niet uitgereikt   |
| 19             | Alberto Contador    | Thor Hushovd        | Franco Pellizotti | Andy Schleck       | Astana            | Leonardo Duque    |
| 20             | Alberto Contador    | Thor Hushovd        | Franco Pellizotti | Andy Schleck       | Astana            | Tony Martin       |
| 21             | Alberto Contador    | Thor Hushovd        | Franco Pellizotti | Andy Schleck       | Astana            | Fumiyuki Beppu    |
| Eindklassement | Alberto Contador    | Thor Hushovd        | Franco Pellizotti | Andy Schleck       | Astana            | Franco Pellizotti |

1 Doordat Fabian Cancellara in etappe 1 ook de gele trui had verdiend, werd de groene trui in de volgende etappe niet door hem, maar door nummer 3 Bradley Wiggins gedragen. Wiggins droeg deze trui, omdat nummer 2, Contador, reeds mocht rijden in de bolletjestrui.

## Eindklassementen

### Algemeen klassement
| rang      | renner                | land                | ploeg                 | tijd        |
| --------- | --------------------- | ------------------- | --------------------- | ----------- |
| Gele trui | Alberto Contador      | Spanje              | Astana                | 85u 48' 35" |
| 2         | Andy Schleck          | Luxemburg           | Team Saxo Bank        | + 04'11"    |
| 3         | Lance Armstrong       | Verenigde Staten    | Astana                | + 05'24"    |
| 3         | Bradley Wiggins       | Verenigd Koninkrijk | Garmin-Slipstream     | + 06'01"    |
| 4         | Fränk Schleck         | Luxemburg           | Team Saxo Bank        | + 06'04"    |
| 5         | Andreas Klöden        | Duitsland           | Astana                | + 06'42"    |
| 6         | Vincenzo Nibali       | Italië              | Liquigas              | + 07'35"    |
| 7         | Christian Vande Velde | Verenigde Staten    | Garmin-Slipstream     | + 12'04"    |
| 8         | Roman Kreuziger       | Tsjechië            | Liquigas              | + 14'16"    |
| 9         | Christophe Le Mével   | Frankrijk           | La Française des Jeux | + 14'25"    |
| 10        | Sandy Casar           | Frankrijk           | La Française des Jeux | + 17:19     |

Rode lantaarn:
| 156 | Jawhen Hoetarovitsj | Wit-Rusland | La Française des Jeux | + 4u 16'27" |

### Puntenklassement
| rang        | renner         | land                | ploeg         | punten |
| ----------- | -------------- | ------------------- | ------------- | ------ |
| Groene trui | Thor Hushovd   | Noorwegen           | Cervélo       | 280    |
| 2           | Mark Cavendish | Verenigd Koninkrijk | Team Columbia | 270    |
| 3           | Gerald Ciolek  | Duitsland           | Team Milram   | 172    |

### Bergklassement
| rang          | renner            | land      | ploeg             | punten  |
| ------------- | ----------------- | --------- | ----------------- | ------- |
| Bolletjestrui | Franco Pellizotti | Italië    | Liquigas          | 210     |
| Bolletjestrui | Egoi Martínez     | Spanje    | Euskaltel-Euskadi | 135     |
| 2             | Alberto Contador  | Spanje    | Astana            | 126     |
| 3             | Andy Schleck      | Luxemburg | Team Saxo Bank    | 111 ptn |

### Jongerenklassement
| rang       | renner          | land      | ploeg          | tijd        |
| ---------- | --------------- | --------- | -------------- | ----------- |
| Witte trui | Andy Schleck    | Luxemburg | Team Saxo Bank | 85u 52' 46" |
| 2          | Vincenzo Nibali | Italië    | Liquigas       | op 3'24"    |
| 3          | Roman Kreuziger | Tsjechië  | Liquigas       | op 10'05"   |

### Ploegenklassement
| rang | ploeg             | land             | teammanager        | tijd         |
| ---- | ----------------- | ---------------- | ------------------ | ------------ |
|      | Astana            | Kazachstan       | Johan Bruyneel     | 256u 02' 58" |
| 2    | Garmin-Slipstream | Verenigde Staten | Jonathan Vaughters | + 22'35"     |
| 3    | Team Saxo Bank    | Denemarken       | Bjarne Riis        | + 28'34"     |

### Strijdlustigste renner
| rang | renner            | land   | ploeg    |
| ---- | ----------------- | ------ | -------- |
|      | Franco Pellizotti | Italië | Liquigas |